# Rhizophagus suturalis
Rhizophagus suturalis es una especie de coleóptero de la familia Monotomidae.

## Distribución geográfica
Habita en Sichuan (China).